# Щерна
Щерна е село в Южна България. То се намира в община Джебел, област Кърджали.

## География
Село Щерна се намира в планински район. Жителите на Щерна постепенно намаляват и към момента са останали около 40 – 50 възрастни хора. Най-близко разположено оживено място е село Жълтика.

## История
Комисията, работила по преименуването на българските селища през 1931–1932 г. спазва правила при преименуването, сред които е превод на името от турски на български език, като понякога е търсен художествен превод. Така село Хавъзлъ от тур. havuz ’басейн', получава названието Щерна.

## Население
Преброяване на населението през 2011 г.
Численост и дял на етническите групи според преброяването на населението през 2011 г.:
|                     | Численост | Дял (в %) |
| Общо                | 44        | 100,00    |
| Българи             | 0         | 0,00      |
| Турци               | 44        | 100,00    |
| Цигани              | 0         | 0,00      |
| Други               | 0         | 0,00      |
| Не се самоопределят | 0         | 0,00      |
| Неотговорили        | 0         | 0,0       |